# Monica-Studie
In der MONICA-Studie der WHO, einer der größten medizinischen epidemiologischen Studien weltweit, werden Ursachen und Trends für Unterschiede in der Mortalität von Herz-Kreislauf-Erkrankungen in verschiedenen Ländern untersucht. „Monica“ ist dabei ein Akronym für „MONItoring CArdiovascular disease“. 
Die Studie wurde nach einem Symposium am "National Institut of Health" der amerikanischen Gesundheitsbehörde 1978 von der Weltgesundheitsorganisation ins Leben gerufen. Auf diesem Symposium wurde ein Rückgang der altersspezifischen Mortalitätsraten bei koronaren Herzerkrankungen in der westlichen Welt diskutiert, für den es damals keine belegte Erklärung gab. 
Es beteiligten sich 37 Zentren in 21 Ländern weltweit an der zwischen 1976 und 2002 durchgeführten Kohortenstudie; es wurden insgesamt Daten von über 10 Mio. Patienten gesammelt und ausgewertet. Monica hatte nicht nur zum Aufbau von Datenbasen für die Präventionsforschung beigetragen, sondern auch weltweit großen Einfluss auf die erfolgreiche Entwicklung der Herz-Kreislaufforschung. Unter anderem wurden Risikofaktoren für Herz- und Kreislauferkrankungen wie Arterielle Hypertonie (Bluthochdruck), zu hohe Cholesterinwerte und Nikotin identifiziert. Dadurch konnten in den letzten Jahren gezieltere Vorgaben in Prävention und Therapie einen großen Rückgang insbesondere von koronarer Herzerkrankung und Schlaganfall erzielen. 